# Сарамаха, Артур Эдуардович
Артур Эдуардович Сарама́ха (бел. Артур Эдуардавіч Сарамаха; 13 июня 1998, Минск, Беларусь) — белорусский футболист, полузащитник клуба «Молодечно».

## Карьера
Воспитанник минского «Динамо». Первый тренер — Казючиц Геннадий Адамович.
К основному составу родной команды начал привлекаться в 2015 году. Дебютировал во взрослом футболе и забил первый мяч за «Динамо» в матче Кубка Беларуси 2015/16 2 августа в игре против клуба «Смолевичи-СТИ», выйдя на 67-й минуте встречи и забив гол на 83-й минуте. В чемпионате страны дебютировал 8 ноября 2015 года в матче 26-го тура против «Гомеля», выйдя на замену на 77-й минуте матча.
В 2018 году стал игроком «Ошмяны-БГУФК». В 2019 году перешёл в дзержинский «Арсенал». В сезоне 2019 провёл 21 матч, в которых отметился 3 голами и 2 голевыми передачами. В сезоне 2020 был арендован клубом «Слоним-2017». В марте 2021 года покинул «Арсенал» и вскоре присоединился к «Молодечно».

### В сборной
Выступал за юниорскую сборную (до 17), которой помог пробиться в элитный раунд чемпионата Европы 2015. Являлся игроком юношеской сборной (до 19).

## Статистика
| Клуб                | Сезон            | Лига             | Лига | Лига | Кубки | Кубки | Еврокубки | Еврокубки | Итого | Итого |
| Клуб                | Сезон            | Турнир           | Игры | Голы | Игры  | Голы  | Игры      | Голы      | Игры  | Голы  |
| ------------------- | ---------------- | ---------------- | ---- | ---- | ----- | ----- | --------- | --------- | ----- | ----- |
| Динамо (Минск)      | 2015             | Высшая лига      | 1    | 0    | 1     | 1     | 0         | 0         | 2     | 1     |
| Ошмяны-БГУФК        | 2018             | Вторая лига      | 13   | 1    | 0     | 0     | 0         | 0         | 13    | 1     |
| Арсенал (Дзержинск) | 2019             | Вторая лига      | 21   | 3    | 0     | 0     | 0         | 0         | 21    | 3     |
| Слоним-2017         | 2020             | Первая лига      | 25   | 1    | 2     | 1     | 0         | 0         | 27    | 2     |
| Молодечно           | 2021             | Вторая лига      | 2    | 0    | 2     | 1     | 0         | 0         | 4     | 1     |
| Всего за карьеру    | Всего за карьеру | Всего за карьеру | 62   | 5    | 5     | 3     | 0         | 0         | 67    | 8     |

* — обновление данных на 08.03.2022 г.